# Sándor Kocsis
Sándor Kocsis Péter (Budapeste, 21 de setembro de 1929 — Barcelona, 22 de julho de 1979) foi um futebolista húngaro que atuou como atacante, reconhecido como um dos melhores jogadores de todos os tempos. Foi um grande nome durante o ápice da Seleção Húngara e do Barcelona durante as décadas de 50 e 60.
Kocsis era um centroavante de muita habilidade, cuja maior característica era o cabeceio forte e certeiro. Copiou o que assistia no pai, um vigoroso e forte zagueiro que também costumava marcar gols em cabeçadas fulminantes. Além disso, era elegante, valente e chutava com eficiência com os dois pés.
Detém o recorde de melhor média de gols por jogo (para jogadores que participaram de mais de três jogos) em Copas do Mundo, com 2,2 gols por jogo.

## Carreira em clubes
Começou a praticar futebol ainda criança, já demonstrando intimidade e habilidade com a bola aos quatro anos de idade. Em 1946, pouco tempo depois do fim da Segunda Guerra Mundial, realizou o sonho de entrar para o clube que torcia, o Ferencváros. Ali, seria campeão húngaro em 1949. Porém, a paixão pelo time não o impediu de trocá-lo pelo Honvéd em 1950: a equipe havia acabado de se associar ao Exército húngaro, e quem atuasse por ela estava dispensado do serviço militar e, consequentemente, desobrigado de servir nas fronteiras.
O Honvéd, por sinal, era o clube onde o vice-ministro dos esportes, Gusztáv Sebes, estava agrupando alguns dos melhores jogadores do país. Ali, convivendo com Ferenc Puskás, Zoltán Czibor (que fora seu colega no Ferencváros) e outros colegas de Seleção Húngara, ganhou os campeonatos húngaros de 1950, 1952, 1954 e 1955. Kocsis foi ainda artilheiro nas edições de 1951, 1952 e 1954. Base da seleção, a equipe era considerada a melhor do mundo na época.
Em 1956, porém, tudo mudou. O clube estava na Espanha, onde jogaria contra o Athletic Bilbao  pela Copa dos Campeões da UEFA  quando a Revolução Húngara de 1956, movimento de ampla adesão popular em que a Hungria tentou livrar-se da excessiva influência soviética, foi reprimida pelo Pacto de Varsóvia. Os jogadores do Honvéd decidiram não voltar para casa: o jogo de volta contra o Bilbao teve de ser realizado em Bruxelas e os húngaros acabaram eliminados. Os jogadores, para se sustentarem financeiramente, decidiram então realizar a partir dali amistosos pelo mundo, incluindo alguns pelo Brasil, onde jogaram em 1957 contra Flamengo e Botafogo.
A FIFA, então, proibiu os jogadores de atuarem enquanto não regularizassem sua situação com a Federação Húngara. Tal situação arrastou-se por mais de um ano, até que um acordo foi feito: por ele, oito jogadores regressariam à Hungria e os demais se espalhariam pela Europa. Dentre os que sairiam da equipe, estavam Puskás, Kocsis e Czibor, que acabaram indo jogar na Espanha. Puskás pelo Real Madrid, Kocsis e Czibor pelo rival Barcelona. O Honvéd, que no início dos anos 50 era popularmente considerado o melhor time do mundo, só voltaria a ser campeão na década de 1980.

### Barcelona
O Barcelona contratou ele e a Czibor por indicação de László Kubala, ex-colega deles no Ferencváros e uma das maiores celebridades futebolísticas europeias naqueles tempos. Durante as negociações com a FIFA, Kocsis estivera na equipe suíça do Young Fellows. A primeira temporada, 1958–59 foi perfeita: o clube conquistou o campeonato espanhol e a Copa do Rei. Na segunda, a de 1959–60, foi novamente campeão espanhol, com dois pontos de diferença sobre o rival Real Madrid. Na Taça das Cidades com Feiras, precursora da atual Liga Europa da UEFA, a equipe sagrou-se campeã após bater por 4 a 1 os ingleses do Birmingham City.
Paralelamente, o time competia também na Copa dos Campeões da UEFA. O clube fazia boa campanha, chegando a passar pelo Milan, além de ganhar do Wolverhampton Wanderers na Inglaterra com quatro gols dele. As semifinais seriam contra o arquirrival. O Real Madrid não deu chances. Com duas vitórias por 3 a 1, os madridistas passaram às finais, das quais sairiam campeões.
O troco no torneio europeu veio na temporada 1960–61: os clubes se enfretaram nas oitavas-de-final. O Real era pentacampeão das cinco edições realizadas do torneio. Insitigados, os barcelonistas conseguem arrancar um empate em 2 a 2 no Santiago Bernabéu e vencer por 2 a 1 no Camp Nou, provocando a primeira eliminação dos merengues na competição.
O Barcelona rumou até a final, passando no caminho também pelo forte Hamburgo de Uwe Seeler, decidindo o torneio com o Benfica. A final seria disputada no Wankdorfstadion, o mesmo palco de Berna em que ele e Czibor perderam a final da Copa do Mundo FIFA de 1954 pela Hungria. As más lembranças deixaram Kocsis pessimista antes da partida; ele teria dito ao massagista Ángel Mur que "Esta partida no lo ganaremos".
Alheio a isso, o Barcelona era considerado amplamente favorito. Tinha uma linha ofensiva de grande respeito, formada pelo trio húngaro e pelo brasileiro Evaristo e pelo espanhol Luis Suárez. Kocsis abriu o marcador aos vinte minutos, com sua característica cabeçada forte e certeira. Poderia ter feito o segundo em uma meia bicicleta, salva em cima da linha. Em doze minutos, porém, os portugueses conseguiram virar, aproveitando-se de duas falhas do goleiro Antoni Ramallets  e novamente salvaram em cima da linha nova tentativa de Kocsis, de peixinho, aos 41 minutos. Para piorar, o adversário conseguiu fazer 3 a 1 aos dez minutos do segundo tempo.
Nos 35 minutos finais, o Barcelona se lançou ao ataque, com tabelas bem arranjadas, mas com desespero. Após bola mal desviada pela defesa encarnada, Kocsis ficou cara a cara com a meta adversária, sem goleiro. No entanto, o chute acertou a trave esquerda. No minuto seguinte, os postes voltaram a ser perversos ao Barcelona: um chute de Kubala bateu no poste direito e, após passar sobre a linha, bateu no esquerdo e voltou a campo, frustrando as comemorações blaugranas. Czibor diminuiu para 3 a 2 faltando quinze minutos. Faltando dez, o mesmo jogador desferiu um chute violento que explodiu surpreendentemente na trava esquerda.
O resultado foi mantido e eram os lusitanos, para o espanto de todos, os campeões. Para a equipe catalã, ficou a grande frustração de não atingir a glória que o arquirrival conhecera cinco vezes. A comoção em torno das traves, que fizeram a decisão ficar conhecida como "la final de los postes", foi tanta que elas, que eram quadradas, foram trocadas por outras, cilíndricas. O jornal francês L'Équipe estampou no dia seguinte que "Os tiros partiam de todos os lados, mas o Benfica foi protegido por uma sorte sem precedentes". Kocsis, esquecendo-se que o adversário era treinado por seu compatriota Béla Guttmann, declarou: "Agora entendo o que ocorreu em 1954. Neste gramado pesa uma maldição contra todo húngaro que o pise".
A derrota no mesmo Wankdorf (e curiosamente pelo mesmo placar de 1954) pareceu sinalizar o início de uma carência de títulos para Kocsis. O Barcelona não conseguiria ser campeão espanhol até 1974. No clube, Kocsis só ganharia depois a Copa do Rei de 1963. Um ano antes, o time perdeu também a final da Taça das Feiras, para o Valencia. Kocsis aposentou-se no clube ao fim da temporada 1964–65.

## Seleção Nacional
Kocsis estreou pela Hungria em 1948, quando ainda estava no Ferencváros. A Seleção desenvolveria um entrosamento perfeito: a partir de 1949, o elenco titular seria composto basicamente por jogadores do Honvéd, onde Kocsis ingressou em 1950. Além disso, quando não atuavam pelos clubes, os craques do país treinavam em conjunto e em período integral, de forma a ensaiar jogadas indefinidamente, até que elas ficassem perfeitas. Como o país declinou em participar das eliminatórias para a Copa do Mundo FIFA de 1950, juntamente com os demais na órbita de influência soviética, o mundo só veio a conhecer a arte húngara nas Olimpíadas de 1952.
A campanha terminou com cinco jogos, cinco vitórias e seis gols de Kocsis. Os magiares marcaram outras quatorze vezes e sofreram apenas dois gols. No inovador esquema do selecionado, Kocsis e seu colega no meio-de-campo Puskás movimentavam-se sem posição fixa, enquanto os os ponteiros recebiam auxílio dos outros médios, ao passo que o centroavante Nándor Hidegkuti recuava para participar da armação de jogadas. Com isso, a Hungria chegava a atacar com até sete atletas, superando em número os defensores adversários. No ano seguinte, novos feitos: a Hungria sagrou-se campeã da Copa Dr. Gerö, precursora da atual Eurocopa, e tornou-se a primeira seleção não-britânica a derrotar a Inglaterra nos domínios ingleses, um verdadeiro choque para o povo inglês. A vitória por 6 a 3 em Wembley foi seguida por um sonoro 7 a 1 na revanche, em Budapeste, a um mês da Copa do Mundo FIFA de 1954.

### Copa do Mundo de 1954
Os húngaros não precisaram disputar as eliminatórias para se classificarem - seus únicos adversários, a Polônia, retirou-se da disputa. Ninguém, porém, duvidava de que a classificação húngara viria mesmo se disputada em campo. Os magiares chegaram na Suíça como uma impressionante invencibilidade de quatro anos, com 23 vitórias, 4 empates, 114 gols a favor e 26 contra.
Reconhecida com a melhor seleção do mundo na época, a Hungria massacrou a Coreia do Sul na estreia com um 9 x 0 e três gols de Kocsis. Ele marcou outros quatro na partida seguinte, outra goleada, um 8 x 3 sobre a Alemanha Ocidental. Todavia, os magiares, que enfrentavam o time reserva alemão, saíram dali no prejuízo: Ferenc Puskás torceu seriamente o tornozelo ao cair de mau jeito após sofrer entrada por trás de Werner Liebrich.
Sem sua principal figura, os húngaros teriam mais dificuldades nos dois jogos seguintes, já pelos mata-matas. Os gols de Kocsis seriam fundamentais para a ausência ser superada. Nas quartas-de-final, a Hungria enfrentou o Brasil. Com sete minutos, já estava 2 x 0 para ela, após Kocsis acertar outra de suas certeiras cabeçadas. Os gols em poucos minutos eram uma marca registrada dos húngaros: enquanto os adversários ainda estavam nos vestiários, eles costumavam aquecer-se já em campo, pegando o oponente ainda frio na partida. O aquecimento antes das partidas passariam a ser prática comum em todos os times a partir desse pioneirismo húngaro.
Aos poucos, a partida virou uma batalha campal. Os europeus seguravam um 3 x 2 até os 43 minutos do segundo tempo, quando Kocsis acertou outra cabeçada para selar a classificação húngara. O adversário seguinte, nas semifinais, era o campeão Uruguai. Kocsis e Nándor Hidegkuti puseram a Hungria na frente e o time, contrariando seu estilo de jogo, parou de atacar. Os sul-americanos, então conseguiram empatar a quatro minutos do fim, com dois gols de Juan Hohberg. Em uma extenuanete e disputadíssima prorrogação, o mesmo Hohberg chegou a acertar a trave. O tempo extra só foi decidido por Kocsis, que novamente usou a cabeça para marcar mais dois gols.
A final seria um reencontro com a Alemanha Ocidental, agora com os titulares e mais confiante após uma campanha crescente, o que incluía uma goleada de 6 a 1 sobre a Áustria nas semifinais. Por outro lado, Puskás finalmente pôde voltar, ainda sem totais condições de jogo. E foi com uma sobra de um lançamento de Kocsis que Puskás abriu o placar, aos seis minutos.
Bem anulado por Karl Mai, porém, Kocsis não conseguiu produzir o mesmo rendimento de antes - além disso, o time húngaro estava desgastado das duras partidas contra Brasil e Uruguai. Aos onze minutos, conseguiram o segundo gol, mas em nove minutos a partida já estava empatada. A partir de dado momento do segundo tempo, antevendo nova prorrogação, os húngaros passaram a pouparem-se, segurando o ímpeto. Os alemães, faltando seis minutos para o fim, viraram a partida. Puskás ainda marcou um gol aos 43 minutos do segundo tempo, mas um bandeirinha anulou o lance. O resultado foi mantido em favor dos germânicos, que, na primeira e única partida em que Kocsis não marcou na Copa, tiravam a invencibilidade húngara e sagravam-se campeões.
Kocsis confessaria anos mais tarde que todo o elenco húngaro estava certo da vitória. A autoconfiança era tanta que ninguém do grupo reclamou do árbitro quando este ignorou uma suposta falta no goleiro Gyula Grosics no lance do segundo gol alemão: reclamar do juiz era algo que eles nunca faziam, pois eventuais erros de arbitragem costumavam ser compensados com enxurradas de gols. Com onze gols no torneio, Kocsis terminou com a artilharia. É atualmente o segundo jogador que mais marcou em uma única edição de Copa, atrás do francês Just Fontaine, que já em 1958 superou-o ao marcar treze.
Kocsis jogaria ainda outras 27 vezes pela Hungria, com apenas uma outra derrota. No total, foram 68 partidas, com 52 vitórias, 11 empates, apenas três derrotas e incríveis 75 gols por seu país.

## Pós-aposentadoria
Considerado um traidor em seu país, continuou a morar na Espanha após a aposentadoria. Teve duas experiências como treinador, no início da década de 1970, em dois clubes da cidade de Alicante: o Hércules (onde já havia trabalhado seu compatriota Ferenc Puskás) e o Alicante.
Sua vida teria um fim trágico: em 1979, enfrentou problemas de circulação sanguínea e precisou amputar uma perna. Em seguida, descobriu ter câncer de estômago semelhantemente o que aconteceu com Lev Yashin. Deprimido, suicidou-se, pulando de uma janela da clínica onde estava internado, em Barcelona.

## Títulos
Ferencváros
- Campeonato Húngaro: 1948–49

Honvéd
- Campeonato Húngaro: 1951–52, 1953–54 e 1954–55

Barcelona
- La Liga: 1958–59 e 1959–60
- Copa del Rey: 1958–59 e 1962–63
- Taça das Cidades com Feiras: 1958–60

Hungria
- Jogos Olímpicos: 1952
- Copa Internacional da Europa Central: 1948–53

### Prêmios indivduais
- Jogador do Ano da Federação Húngara de Futebol: 1954
- Chuteira de Ouro da Copa do Mundo FIFA: 1954

### Artilharias
- Campeonato Húngaro de 1951 (30 gols)
- Campeonato Húngaro de 1952 (36 gols)
- Campeonato Húngaro de 1954 (33 gols)
- Copa do Mundo FIFA de 1954 (11 gols)